# Sur les toits
Pour plus de détails, voir Fiche technique et Distribution.
Sur les toits est un film de Georges Méliès sorti en 1897 au début du cinéma muet. C'est un court-métrage d'environ une minute.

## Synopsis
Des voleurs s'introduisent par les toits d'un immeuble dans un appartement, jettent son propriétaire par-dessus une balustrade, et le cambriolent. Arrive ensuite un gendarme, que les voleurs arrivent à contourner puis à bloquer dans une lucarne.